# Lista de sítios arqueológicos de H. heidelbergensis
Lista de fósseis de Homo heidelbergensis.
A espécie Homo rhodesiensis passou à ser sinônimo ou subespécie de H. heidelbergensis, em 2011.

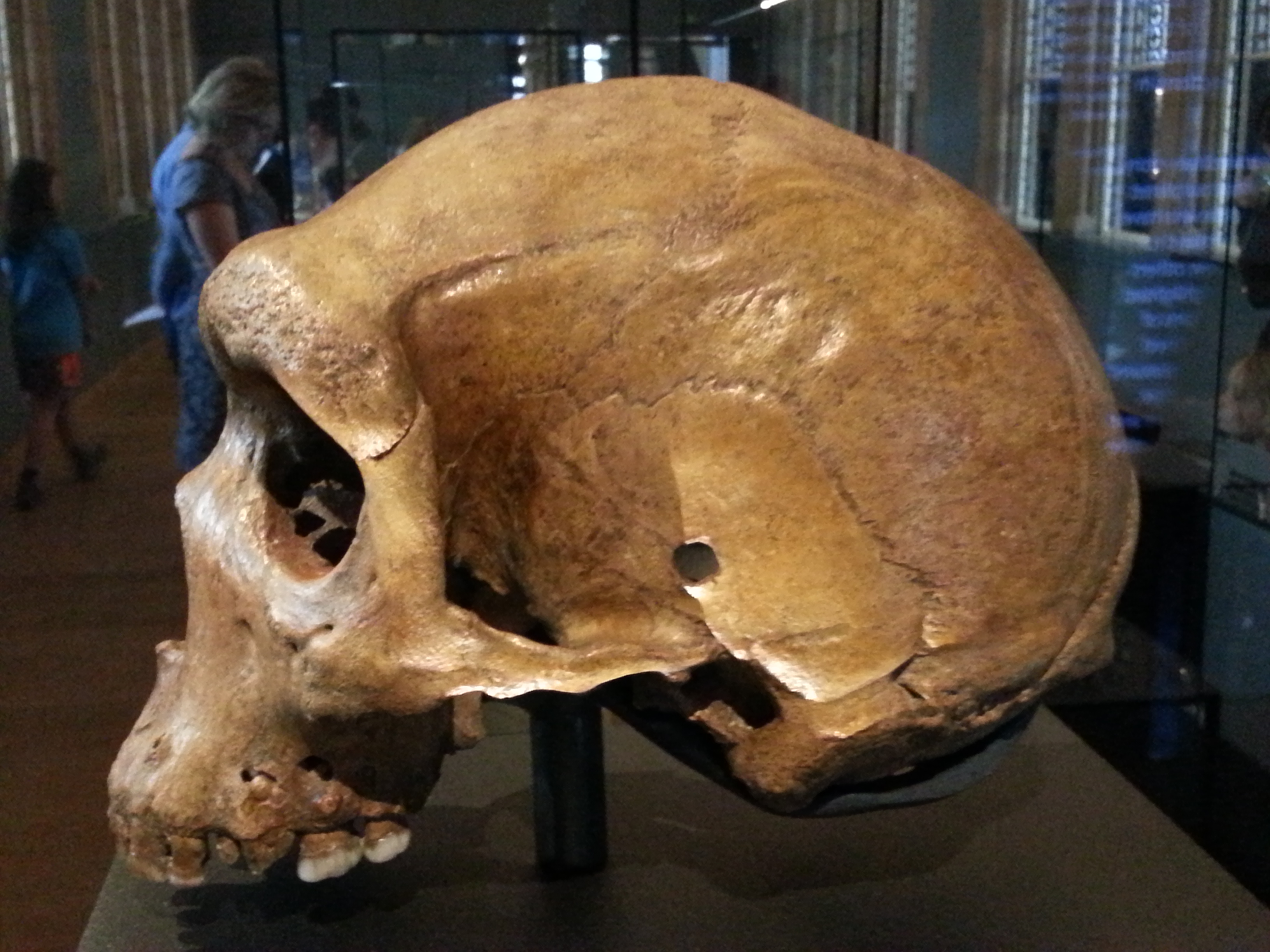
Crânio fóssil de Broken Hill (Kabwe 1).

## Lista
| Ano  | Nomenclatura do Fóssil                     | Local da Descoberta | Fonte  |
| ---- | ------------------------------------------ | ------------------- | ------ |
| 1907 | Mauer 1                                    | Alemanha            | [ 2 ]  |
| 1921 | Broken Hill (Kabwe 1)                      | Zâmbia              | [ 3 ]  |
| 1925 | Galilee Man                                | Israel              | [ 4 ]  |
| 1932 | Florisbad Skull (discussão em curso)       | África do Sul       | [ 5 ]  |
| 1933 | Steinheim Skull (discussão em curso)       | Alemanha            | [ 6 ]  |
| 1953 | Saldanha Man (sinônimo de H. rhodesiensis) | África do Sul       | [ 7 ]  |
| 1960 | Petralona 1                                | Grécia              | [ 8 ]  |
| 1964 | Samu                                       | Hungria             | [ 9 ]  |
| 1971 | Salé (sinônimo de H. rhodesiensis)         | Marrocos            | [ 10 ] |
| 1973 | Ndutu (sinônimo de H. rhodesiensis)        | Tanzânia            | [ 11 ] |
| 1976 | Bodo                                       | Etiópia             | [ 12 ] |
| 1978 | Dali Man (discussão em curso)              | China               | [ 13 ] |
| 1992 | Miguelon (discussão em curso)              | Espanha             | [ 14 ] |
| 1994 | Boxgrove Man                               | Reino Unido         | [ 15 ] |
| 1994 | Ceprano Man (discussão em curso)           | Itália              | [ 1 ]  |
| 2004 | BH-1                                       | Sérvia              | [ 16 ] |
| 2014 | Aroeira 3                                  | Portugal            | [ 17 ] |

As peças que estão em discussão é por compartilhar extrema semelhança com Homo erectus, Homo neanderthalensis e Homo sapiens. Contudo, na  mais recente ou última classificação estão entendidos como Homo heidelbergensis.